# Concursul Muzical Eurovision 1960
Concursul Muzical Eurovision 1960 a fost cea de-a cincea ediție a Concursului Muzical Eurovision și a avut loc pe 29 martie 1960 în Londra. Victoria Franței din acest an a fost cea de-a doua pe care a avut-o vreodată.
În ciuda faptului că Țările de Jos au câștigat concursul în anul precedent, televiziunea olandeză a refuzat să găzduiască evenimentul la atât de puțin timp de la concursul din 1958, care s-a desfășurat la Hilversum. Astfel, concursul a avut loc în Regatul Unit, care s-a clasat pe locul al doilea în 1959.

## Rezultate
|    | Țară          | Limbă            | Artist           | Cântec                       | Traducere                                | Loc | Puncte |
| -- | ------------- | ---------------- | ---------------- | ---------------------------- | ---------------------------------------- | --- | ------ |
| 01 | Regatul Unit  | engleză          | Bryan Johnson    | „Looking High, High, High”   | Privind sus, sus, sus                    | 02  | 25     |
| 02 | Suedia        | suedeză          | Siw Malmkvist    | „Alla andra får varann”      | Toți ceilalți se găsesc unul pe celălalt | 10  | 4      |
| 03 | Luxemburg     | luxemburgheză    | Camillo Felgen   | „So laang we's du do bast”   | Atâta timp cât ești aici                 | 13  | 1      |
| 04 | Danemarca     | daneză           | Katy Bødtger     | „Det var en yndig tid”       | Au fost niște vremuri minunate           | 10  | 4      |
| 05 | Belgia        | franceză         | Fud Leclerc      | „Mon amour pour toi”         | Iubirea mea pentru tine                  | 06  | 9      |
| 06 | Norvegia      | norvegiană, sami | Nora Brockstedt  | „Voi Voi”                    | Hei, hei                                 | 04  | 11     |
| 07 | Austria       | germană          | Harry Winter     | „Du hast mich so fasziniert” | M-ai fascinat atât de mult               | 07  | 6      |
| 08 | Monaco        | franceză         | François Deguelt | „Ce soir-là”                 | În acea seară                            | 03  | 15     |
| 09 | Elveția       | italiană         | Anita Traversi   | „Cielo e terra”              | Cer și pământ                            | 08  | 5      |
| 10 | Țările de Jos | olandeză         | Rudi Carrell     | „Wat een geluk”              | Ce noroc                                 | 12  | 2      |
| 11 | Germania      | germană          | Wyn Hoop         | „Bonne nuit ma chérie”       | Noapte bună, draga mea                   | 04  | 11     |
| 12 | Italia        | italiană         | Renato Rascel    | „Romantica”                  | Romantică                                | 08  | 5      |
| 13 | Franța        | franceză         | Jacqueline Boyer | „Tom Pillibi”                | —                                        | 01  | 32     |

## Tabel
|               |              | Rezultate | Rezultate | Rezultate | Rezultate | Rezultate | Rezultate | Rezultate | Rezultate | Rezultate | Rezultate | Rezultate | Rezultate | Rezultate | Rezultate |
| ------------- | ------------ | --------- | --------- | --------- | --------- | --------- | --------- | --------- | --------- | --------- | --------- | --------- | --------- | --------- | --------- |
|               | Regatul Unit | 25        |           | 1         | 5         |           | 1         | 2         | 3         | 1         | 4         | 5         | 1         | 2         |           |
| Suedia        | 4            |           |           |           |           |           |           |           |           |           | 1         |           | 1         | 2         |           |
| Luxemburg     | 1            |           |           |           |           |           |           |           |           |           |           |           | 1         |           |           |
| Danemarca     | 4            | 1         |           | 1         |           |           | 2         |           |           |           |           |           |           |           |           |
| Belgia        | 9            |           | 4         |           |           |           |           | 1         |           |           |           | 1         | 3         |           |           |
| Norvegia      | 11           | 1         |           |           | 2         | 1         |           | 1         |           | 4         | 1         |           |           | 1         |           |
| Austria       | 6            | 2         |           |           | 2         | 1         |           |           |           |           |           |           | 1         |           |           |
| Monaco        | 15           | 1         |           | 1         | 2         |           |           |           |           | 1         |           | 7         |           | 3         |           |
| Elveția       | 5            |           |           | 1         |           |           | 1         | 2         |           |           |           |           | 1         |           |           |
| Țările de Jos | 2            |           |           |           |           | 1         |           |           |           |           |           |           | 1         |           |           |
| Germania      | 11           |           | 1         |           |           | 2         |           | 2         | 2         |           |           |           |           | 4         |           |
| Italia        | 5            |           |           | 1         |           | 1         |           |           | 2         |           | 1         |           |           |           |           |
| Franța        | 32           | 5         | 4         | 1         | 4         | 3         | 5         | 1         | 5         | 1         | 2         | 1         |           |           |           |

## Artiști care au revenit
| Artist      | Țară   | Ani precedenți | Loc |
| ----------- | ------ | -------------- | --- |
| Fud Leclerc | Belgia | 1956           | 9   |
| Fud Leclerc | Belgia | 1958           | 5   |

## Dirijori
1. Regatul Unit - Eric Robinson
2. Suedia - Thore Ehrling
3. Luxemburg - Eric Robinson
4. Danemarca - Kai Mortensen
5. Belgia - Henri Segers
6. Norvegia - Øivind Bergh
7. Austria -  Robert Stolz
8. Monaco - Raymond Lefèvre
9. Elveția - Cédric Dumont
10. Țările de Jos - Dolf van der Linden
11. Germania - Franz Josef Breuer
12. Italia - Cinico Angelini
13. Franța - Franck Pourcel[3]

## Comentatori
- Regatul Unit - David Jacobs (BBC),[3] Pete Murray (BBC Light Programme)
- Suedia - Jan Gabrielsson (Sveriges Radio-TV și SR P2)[4]
- Luxemburg - Jacques Navadic (Télé-Luxembourg)
- Danemarca - Sejr Volmer-Sørensen (DR TV)
- Belgia - Georges Désir (INR), Nand Baert (NIR)[3]
- Norvegia - Erik Diesen (NRK și NRK P1)
- Austria - Emil Kollpacher (ORF)
- Monaco - Pierre Tchernia (Télé Monte Carlo)
- Elveția - Theodor Haller (TV DRS), Georges Hardy (TSR)
- Țările de Jos – Piet te Nuyl (NTS)[5]
- Germania - Wolf Mittler (Deutsches Fernsehen)
- Italia - Giorgio Porro (Programma Nazionale)[3]
- Franța - Pierre Tchernia (RTF)[3]
- Finlanda - Aarno Walli (Suomen Televisio)

## Purtători de cuvânt
1. Franța - André Claveau[3]
2. Italia - Enzo Tortora[3]
3. Germania - necunoscut
4. Țările de Jos - Siebe van der Zee[6]
5. Elveția - Boris Acquadro
6. Monaco - necunoscut
7. Austria - necunoscut
8. Norvegia - Kari Borg Mannsåker
9. Belgia - Arlette Vincent
10. Danemarca - Bent Henius
11. Luxemburg - necunoscut
12. Suedia - Tage Danielsson[7]
13. Regatul Unit - Nicholas Parsons[3]